# Петер, Рико
Рико Петер (нем. Rico Peter, 13 сентября 1983, Лютерн, Люцерн) — швейцарский бобслеист-пилот. Бронзовый призёр чемпионата мира 2016 в четвёрках.

## Спортивная карьера
В сборной Швейцарии в с 2009 года. Участвовал в зимних Олимпийских играх 2014 года в Сочи, где занял 10 место в экипаже-двойке с разгоняющим Юргом Эггером. 
На чемпионате мира 2016 года Рико Петер завоевал бронзовую медаль в соревнованиях четвёрок.
В общем зачете кубка мира сезона 2014/2015 года Рико Петер занял 3-е место в двойках, выиграв этап кубка в Сочи.